# Elena Comelli
Elena Comelli (Trieste, 1961) è una giornalista italiana.

## Biografia
Scrive di temi economici, d'innovazione tecnologica, energia e ambiente per diverse testate, fra cui il Corriere della Sera, Il Sole 24 Ore e Quotidiano Nazionale.
Ha seguito per un decennio, dal 1987 al 1997, la fine della guerra fredda, l'allargamento dell'Unione europea verso Est e la riunificazione tedesca come capo dei servizi esteri al Piccolo di Trieste.
Dal '97 a New York, ha lavorato ad America Oggi, raccontando la nascita della new economy e lo scoppio della bolla delle dot-com, con interviste a tutti i principali attori del mercato. Per i suoi servizi ha ricevuto nel 2001 il premio speciale della giuria del Premio Saint-Vincent per il giornalismo.
Dal 2001 a Milano, segue la liberalizzazione del mercato italiano dell'energia per l'inserto economico del Corriere della Sera Corriere Economia e racconta le nuove energie rinnovabili su Nòva24 del Sole 24 Ore.
| Controllo di autorità | VIAF (EN) 792167764328213890004 · SBN RAVV478063 |